# Pan de Ambato
El pan de Ambato es un tipo de pan ecuatoriano asociado a la ciudad de Ambato, son elaborados con harina de trigo y de cebada, manteca de puerco, huevos, pero su sabor característico proviene de la cocción en hornos de leña, en el cual usa madera de eucalipto. El pan de Ambato se ha popularizado en todo Ecuador y también se elaboran y consumen en España y Estados Unidos por inmigrantes ecuatorianos.
Dentro del área de Ambato existen 2 tipos de panes adicionales que por su localización geográfica toman nombre propios; los panes de Pinllo, que son elaborados manualmente sin el uso de equipos eléctricos, y el pan de Santa Rosa, este último se diferencia por no usar Manteca de chancho en su preparación.

## Historia
La elaboración del pan en Ambato comenzó en la época de la colonia, con la llegada de los Jesuitas, quienes elaboraban roscones, con el pasar de los años la población mestiza local usaría la masa para elaborar panes, a los cuales le añadieron productos y técnica de horneado local.

## Variedades
Existen cerca de 30 variedades de panes de Ambato, entre los más populares son:
- Tapados
- Mestizos
- Bizcochos
- Rositas
- Tornillos
- Empañadas